# Wierzbica (gmina, Mazovie)
Pour les articles homonymes, voir Wierzbica.
Wierzbica est une gmina rurale (gmina  wiejska) de la powiat de Radom, dans la Voïvodie de Mazovie, dans le centre-est de la Pologne. 
Son siège administratif (chef-lieu) est le village de Wierzbica, qui se situe environ 18 kilomètres au sud de Radom (siège de la Powiat) et 108 kilomètres au sud de Varsovie (capitale de la Pologne).
La gmina couvre une superficie de 93,97 kilomètres2 pour une population de 10 093 habitants en 2006.

## Histoire
De 1975 à 1998, la gmina est attachée administrativement à la voïvodie de Radom.

Depuis 1999, elle fait partie de la voïvodie de Mazovie.

## Géographie
La gmina inclut les villages et localités de : 

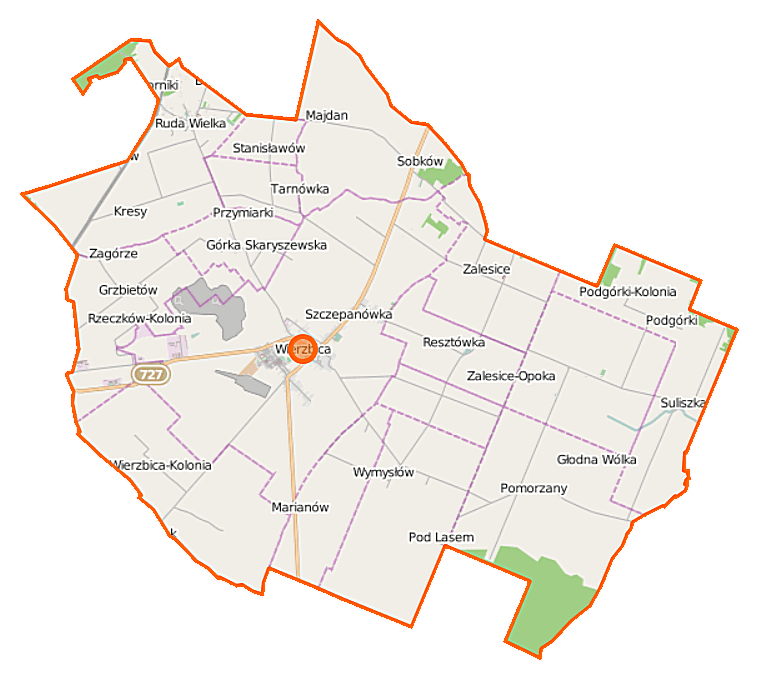
Plan de la gmina

- Błędów
- Dąbrówka Warszawska
- Łączany
- Podgórki
- Polany
- Polany-Kolonia
- Pomorzany
- Pomorzany-Kolonia
- Ruda Wielka
- Rzeczków
- Rzeczków-Kolonia
- Stanisławów
- Suliszka
- Wierzbica
- Wierzbica-Kolonia
- Zalesice
- Zalesice-Kolonia

### Gminy voisines
La gmina de Wierzbica est voisine des gminy suivantes :
- Iłża
- Jastrząb
- Kowala
- Mirów
- Mirzec
- Orońsko
- Skaryszew.

## Structure du terrain
D'après les données de 2002, la superficie de la commune de Wierzbica est de 93,97 km2, répartis comme telle :
- terres agricoles : 90 %
- forêts : 2 %

La commune représente 6,14 % de la superficie du powiat.

## Démographie
Données du 31 décembre 2009 :
| Description        | Total  | Total | Femmes | Femmes | Hommes | Hommes |
| ------------------ | ------ | ----- | ------ | ------ | ------ | ------ |
| Unité              | Nombre | %     | Nombre | %      | Nombre | %      |
| Population         | 10 061 | 100   | 4 953  | 49,2   | 5 108  | 50,8   |
| Densité (hab./km²) | 107,1  | 107,1 | 52,7   | 52,7   | 54,4   | 54,4   |